# Ásia Interior
Ásia Interior refere-se às regiões do norte e encravadas que abrangem Norte, Central e Ásia Oriental. Inclui partes do oeste e nordeste da China, bem como o sul da Sibéria. A área se sobrepõe a algumas definições de "Ásia Central", principalmente as históricas, mas certas regiões frequentemente incluídas na Ásia Interior, como a Manchúria, não fazem parte da Ásia Central por nenhuma de suas definições. A Ásia Interior pode ser considerada a "fronteira" ocidental e setentrional propriamente dita da China e ser limitada pela Ásia Oriental propriamente dita, que consiste na China propriamente dita, Japão e Coreia.
A extensão da Ásia Interior tem sido compreendida de maneiras diferentes em diferentes períodos. "Ásia Interior" às vezes é contrastada com "China propriamente dita", ou seja, os territórios originalmente unificados sob a dinastia Qin com maioria de populações Han. Em 1800, a Ásia Interior chinesa consistia em quatro áreas principais, a saber, Manchúria (moderna China Nordeste e Manchúria Exterior), o Planalto Mongol (Mongólia Interior e Mongólia Exterior), Xinjiang (Turquestão Chinês ou Turquestão Oriental), e Tibete. Muitas dessas áreas haviam sido conquistadas recentemente pela dinastia Qing da China e, durante a maior parte do período Qing, foram governadas por estruturas administrativas diferentes das das antigas províncias chinesas. Uma agência do governo Qing, o Lifan Yuan, supervisionava as regiões da Ásia Interior do império, também conhecidas como Tártaro Chinês.

## Definição e uso

Concepção alternativa da Ásia Interior mostrando as áreas mongólicas (ou relacionadas aos mongóis) da Ásia Interior que são representadas no Arquivo Etnográfico Digital Mongol

"Ásia Interior" hoje possui uma variedade de definições e usos. Denis Sinor, por exemplo, utilizou "Ásia Interior" em contraste com as civilizações agrícolas, observando suas fronteiras em constante mudança, como quando uma província romana foi tomada pelos Hunos, áreas do China do Norte foram ocupadas pelos Mongóis, ou a Anatólia foi influenciada pela influência turca, erradicando a cultura helenística.
Os estudiosos ou historiadores da dinastia Qing, como aqueles que compilaram a Nova História Qing, frequentemente utilizam o termo "Ásia Interior" ao estudar os interesses ou reinados Qing fora da China propriamente dita, embora dinastias anteriores chinesas como a dinastia Han, dinastia Tang e dinastia Ming também expandiram seus domínios e influências para a Ásia Interior.
De acordo com Morris Rossabi, a Ásia Interior é composta não apenas pelos cinco países centro-asiáticos, que incluem Turcomenistão, Uzbequistão, Tajiquistão, Quirguistão e Cazaquistão, mas também inclui Afeganistão, Xinjiang, Mongólia, Manchúria e partes do Irã.

## Em outros idiomas
Em francês, "Asie centrale" pode significar tanto "Ásia Central" quanto "Ásia Interior", enquanto Mongólia e Tibete são agrupados como "Haute-Asie" (Ásia Superior).

## Termos relacionados

### Ásia Central
"Ásia Central" normalmente denota a parte ocidental da Ásia Interior; isto é, Cazaquistão, Quirguistão, Tajiquistão, Turcomenistão e Uzbequistão, com Afeganistão às vezes também incluído como parte da Ásia Central. No entanto, o sistema de classificação de assuntos da Biblioteca do Congresso trata "Ásia Central" e Ásia Interior como sinônimos.

### Eurásia Central
De acordo com Morris Rossabi, o termo "Ásia Interior" é o termo bem estabelecido para a área na literatura. No entanto, devido às suas deficiências, incluindo a implicação de uma "Ásia Exterior" que não existe, Denis Sinor propôs o neologismo "Eurásia Central", que enfatiza o papel da área no intercâmbio intercontinental. Conforme Sinor:

A definição que pode ser dada da Eurásia Central no espaço é negativa. É aquela parte do continente da Eurásia que está além das fronteiras das grandes civilizações sedentárias.... Embora a área da Eurásia Central esteja sujeita a flutuações, a tendência geral é de diminuição. Com o crescimento territorial das civilizações sedentárias, sua fronteira se estende e oferece uma superfície maior na qual novas camadas de bárbaros serão depositadas.